# Lithocarpus elaeagnifolius
Lithocarpus elaeagnifolius är en bokväxtart som först beskrevs av Karl Otto von Seemen, och fick sitt nu gällande namn av Woon Young Chun. Lithocarpus elaeagnifolius ingår i släktet Lithocarpus och familjen bokväxter.
Artens utbredningsområde är Hainan (Kina). Inga underarter finns listade.